# Sport Club Guarany (Rosário do Sul)
O Sport Club Guarany foi um clube brasileiro de futebol, da cidade de Rosário do Sul, no Estado do Rio Grande do Sul. Suas cores eram preto e amarelo.

## História
O Guarany foi fundado em 3 de fevereiro de 1909. Seu primeiro estádio estava localizado na antiga praça nova, terreno ocupado hoje pela escola Padre Ângelo Bartelle e pelo ginásio Ervilhão.
O melhor momento do clube foi no ano de 1928, quando foi campeão da Região Fronteira e obteve o direito de disputar o Campeonato Gaúcho da primeira divisão. Em 12 de outubro, enfrentou o também jalde-negro Bagé pelas semifinais da competição. O empate em três gols para cada lado obrigou a realização de uma partida extra. No jogo-desempate, disputado no dia seguinte, o Guarany foi eliminado ao ser derrotado por 2 a 0.
O Guarany foi extinto em 1957.

## Títulos
- Campeonato Gaúcho Região Fronteira: 1 (1928)